# Luigi Loir

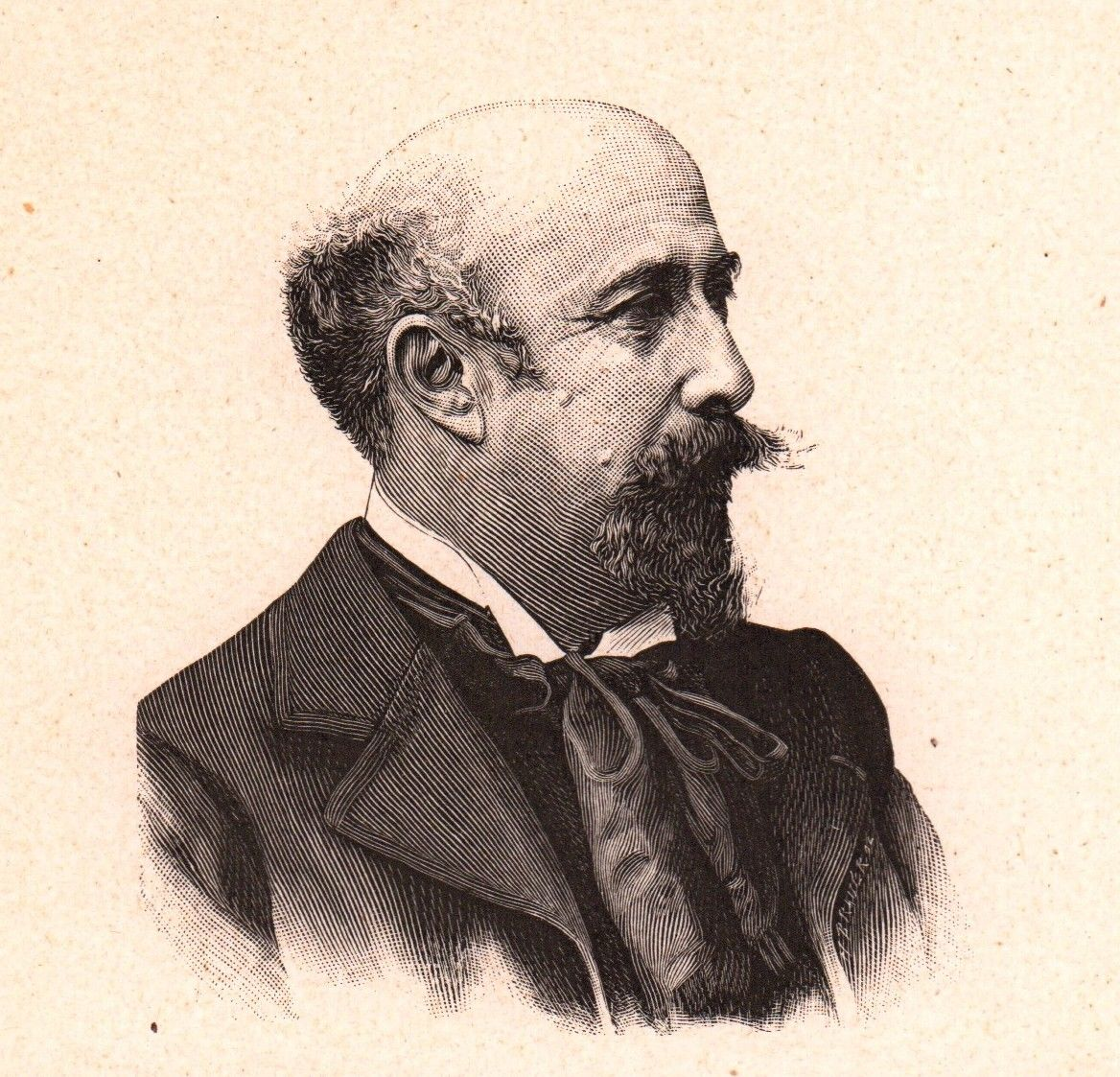
Luigi Loir

Luigi Aloys-François-Joseph Loir (Deutsch Goritz, 22 december 1845 - Parijs, 9 februari 1916) was een Frans kunstschilder, aquarellist en illustrator. Hij werd vooral bekend door zijn Parijse straattaferelen.

## Leven en werk

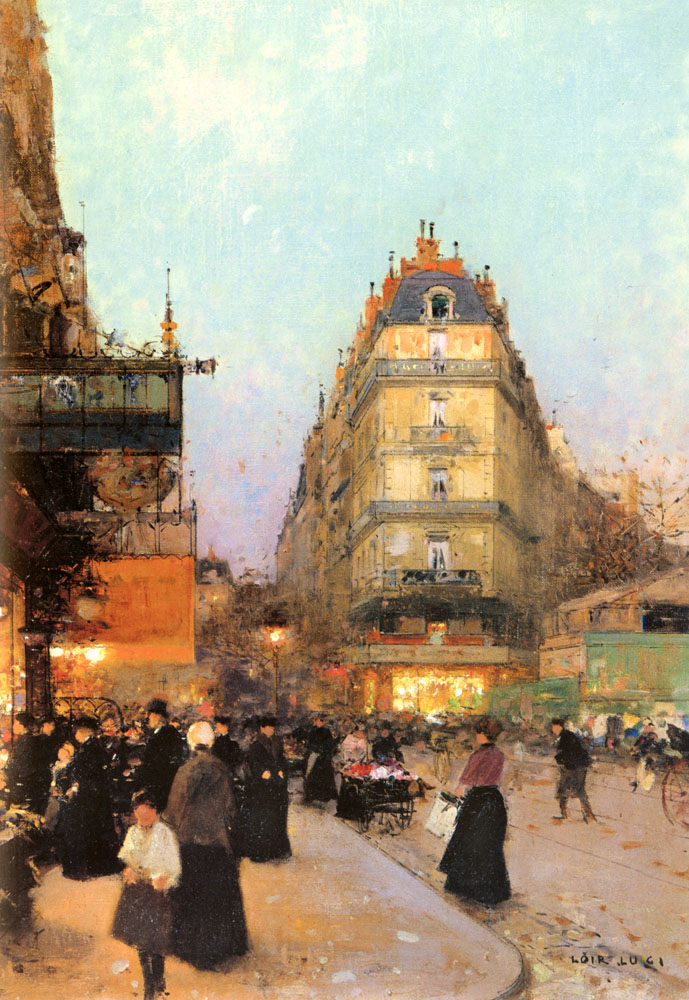
Les Grands Boulevards

Loir werd geboren uit Franse ouders die werkten voor het koninklijk huis in het toenmalige Oostenrijk-Hongarije. In 1860 keerden het gezin terug naar Parijs, maar Luigi bleef achter in Parma, waar hij op dat moment studeerde aan de École des Beaux-Arts. Na zijn studie, in 1865, vertrok ook hij naar Parijs, waar hij getroffen werd door de moderniteit van de stad die op dat moment volop door Baron Haussmann gerenoveerd werd en zich in hoog tempo industrialiseerde.
Loir ontwikkelde zich snel als stadsschilder en exposeerde zijn werk meermaals in de Parijse salon. Zijn stijl hield het midden tussen het impressionisme en het naturalisme. Na een succesvolle tentoonstelling in het Stadhuis van Parijs kocht de gemeente Parijs een drietal schilderijen van hem aan en ook tsarina Maria Aleksandrova verwierf enkele van zijn werken. Tijdens de Wereldtentoonstelling van 1889 won hij een gouden medaille.
Loir was een veelzijdig kunstenaar. Behalve als schilder maakte hij ook naam als grafisch boekillustrator en reclametekenaar (affiches). Verder ontwierp hij theaterdecors en legde hij zich toe op het maken van wand- en plafondschilderingen, samen met Jean Amable Amédée Pastelot (1810-1870).
In 1889 werd Loir opgenomen in het Franse Legioen van Eer. Hij overleed in 1916, 70 jaar oud. Zijn werk is onder andere te zien in het Musée d'Orsay, het Louvre (grafische afdeling), het Musée Carnavalet, het Petit Palais, het Art Institute of Chicago en het Poesjkinmuseum te Moskou.

## Galerij

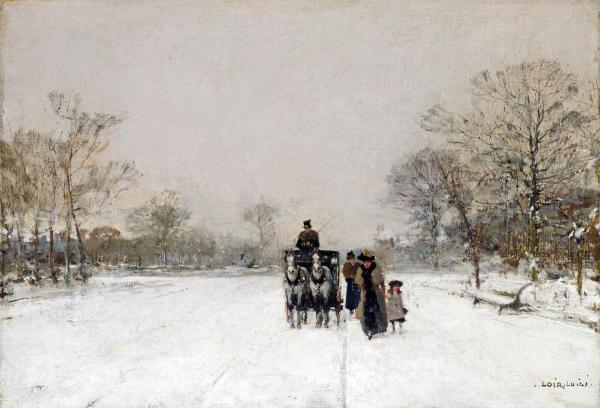
La Neige
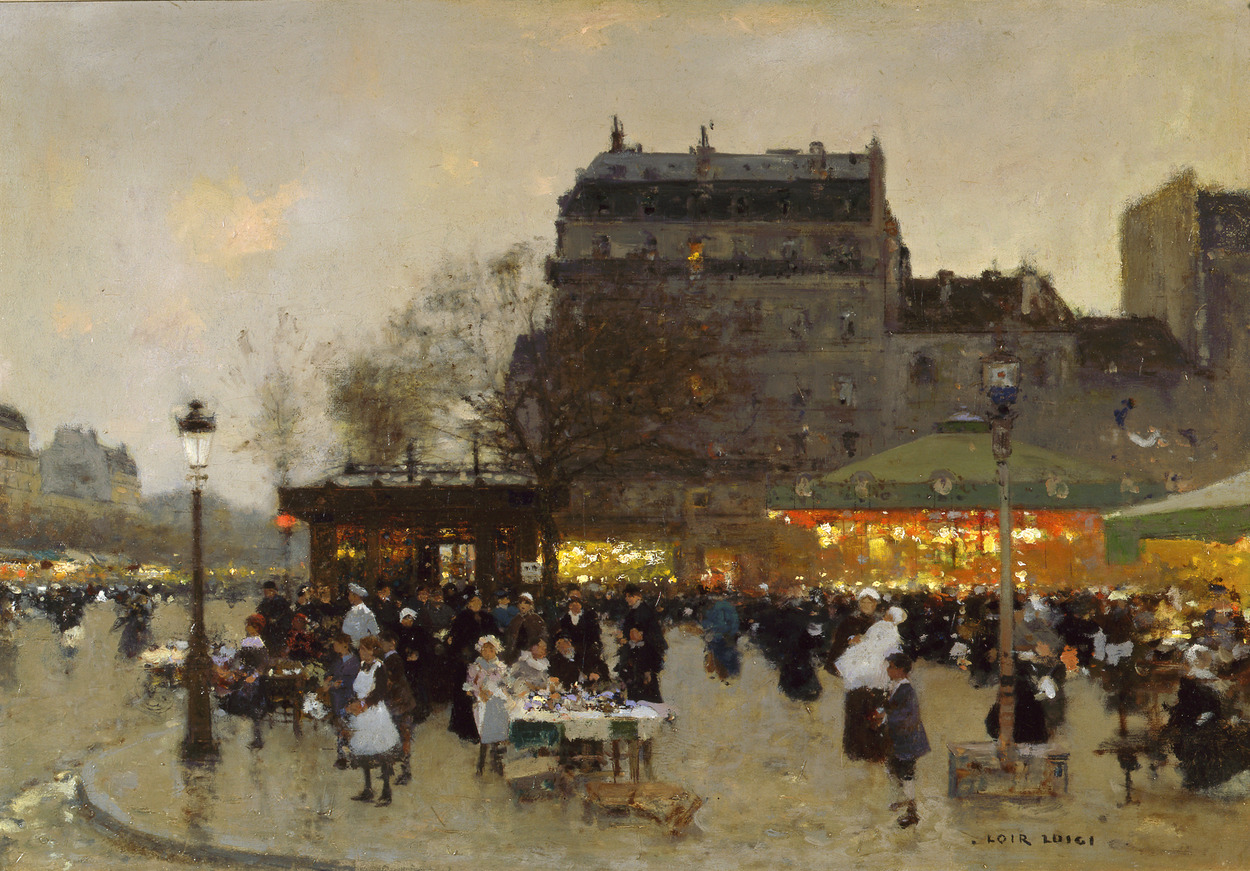
Carousel de la Porte Dorée
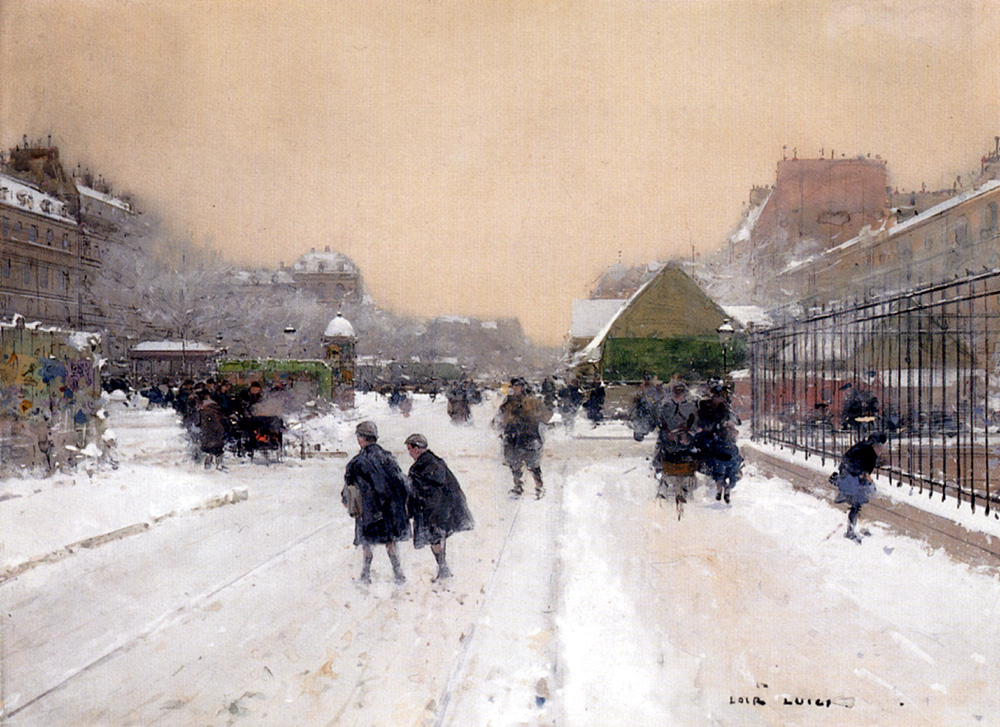
Paris sous la neige
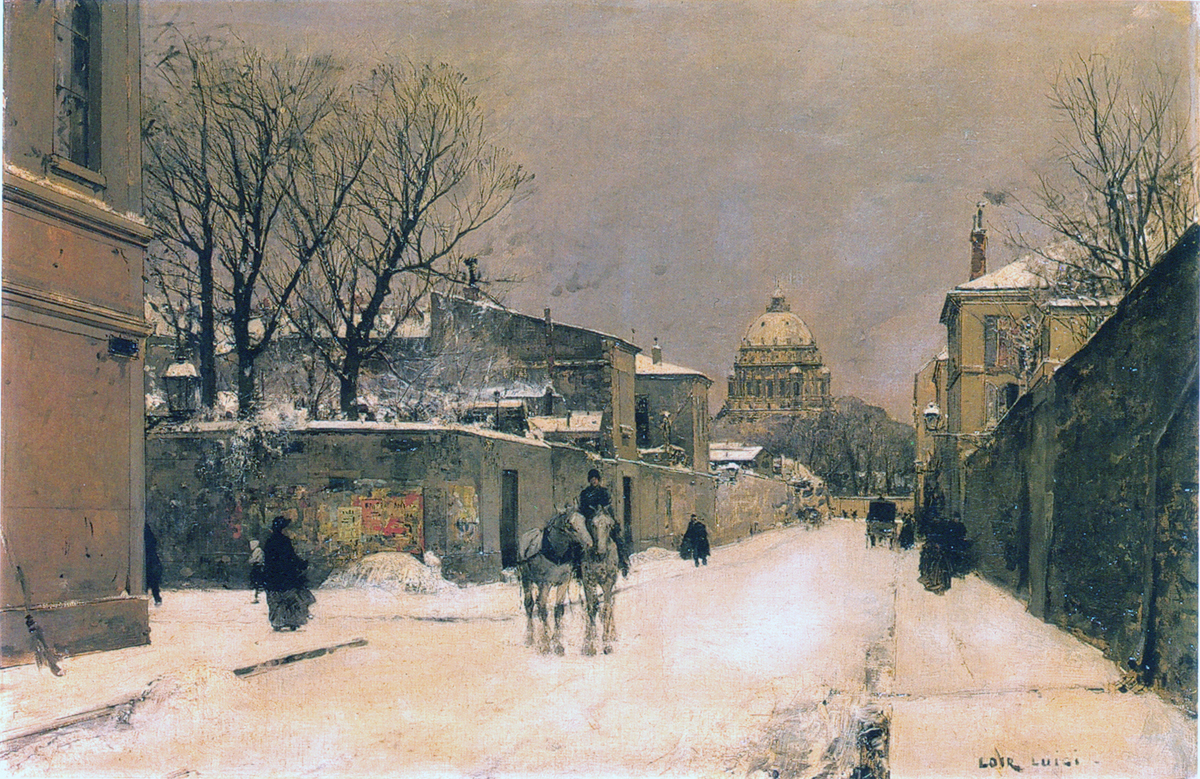
Paris scene
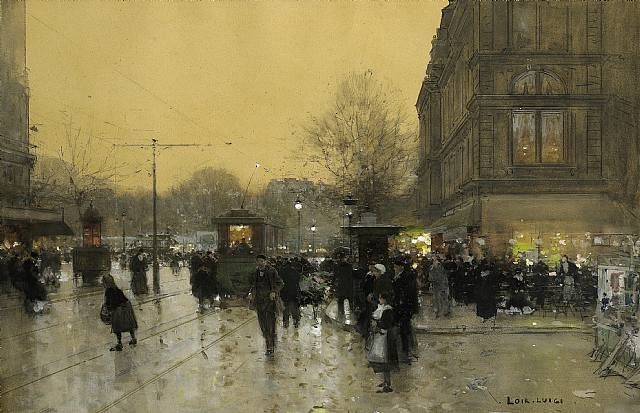
Une place à Paris
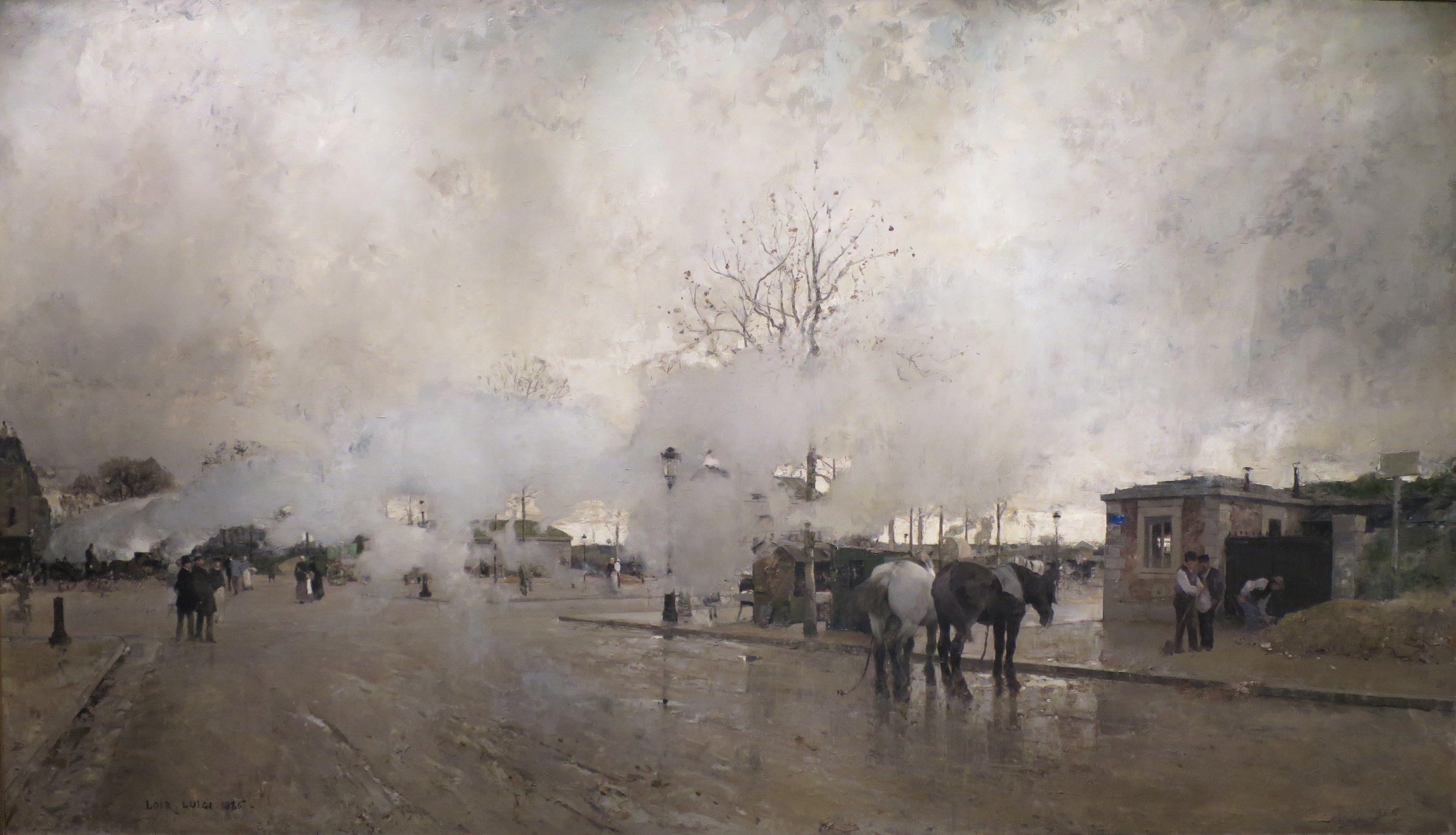
La vapeur de Paris

## Noot
1. ↑  Ook later kocht de gemeente Parijs nog een aantal werken van Loir aan, waarvan er diverse nog steeds te zien zijn in het stadhuis en haar nevenlocaties.

- Bibliothèque nationale de France: cb129107364 (data)
- Gemeinsame Normdatei: 130021423
- International Standard Name Identifier: 0000 0000 6651 5382
- Library of Congress Control Number: nr91031467
- Base Léonore: LH//1651/35
- RKD-Nederlands Instituut voor Kunstgeschiedenis: 50648
- Istituto Centrale per il Catalogo Unico: LIGV020576
- Système universitaire de documentation: 084147202
- Union List of Artist Names: 500000853
- Virtual International Authority File: 29662286
- WorldCat: E39PBJx4rRjRRMDcVGMdVdCPcP